# Довіра (роман)
«Довіра» — роман Ернана Діаза, написаний 2022 року. Роман було опубліковано видавництвом Riverhead Books.

## Створення
Спочатку Діаза надихало на створення роману бажання «писати про надмірне багатство та капітал». Діаз бачить «певну спадкоємність» між романом «Довіра» та своїм першим романом «Вдалині».

## Сприйняття

### Критика
Згідно даних літературно-оглядового сайту Book Marks, роман отримав більшість найвищих оцінок.

### Відзнаки
Роман здобув у 2022 році премію Кіркусу у категорії «Художня література». Також у 2022 році роман потрапив до довгого списку Букерівської премії. «Довіру» назвали однією з «10 найкращих книг 2022 року» The Washington Post та The New York Times.
Нью-Йоркер та Есквайр внесли роман до своїх списків найкращих книг 2022 року. Роман також увійшов до списку книг, опублікованих у 2022 році, які «полюбилися» співробітниками NPR.

## Екранізація
Кейт Вінслет зіграє головну роль і стане продюсером обмеженого серіалу за мотивами романа «Довіра». Повідомляється, що Тодд Гейнс стане режисером серіалу і це буде друга співпраця режисера із Кейт Вінслет та телеканалом HBO після зйомок у міні-серіалі Мілдред Пірс.